# Tổ hợp quân sự – công nghiệp
Thuật ngữ Tổ hợp quân sự – công nghiệp (tiếng Anh: Military–industrial complex (MIK)) được sử dụng trong các phân tích phê phán xã hội để mô tả sự hợp tác chặt chẽ và quan hệ lẫn nhau giữa các chính trị gia, quan chức quân sự và đại diện của ngành công nghiệp vũ khí. Tại Mỹ các Think tank như ví dụ PNAC (Project for the New American Century) được coi là có thể có liên quan nhóm lợi ích loại này, trong khi một bộ trưởng quốc phòng đã buộc phải từ chức ở Nga vào năm 2012, vì ông đã cố gắng để hạn chế sự toàn năng của tổ hợp loại này.

## Khái niệm
Khái niệm về một tổ hợp quân sự-công nghiệp được nhà xã hội học người Mỹ Charles Wright Mills nghĩ ra vào năm 1956, trong cuốn sách Sức mạnh của giới ưu tú (The Power Elite). Mills mô tả lợi ích lẫn nhau chặt chẽ giữa quân đội, giới tinh hoa kinh tế và chính trị ở Mỹ sau chiến tranh thế giới thứ hai. Phù hợp đặc biệt là chương thứ chín "Sự thăng tiến của quân đội". Thuật ngữ "tổ hợp quân sự-công nghiệp" không được Mills nói tới. Ông nói về "Giới thống trị quân sự". Mills thấy nó như là một mối đe dọa nghiêm trọng đối với cấu trúc nhà nước dân chủ và nguy cơ xung đột quân sự giữa Hoa Kỳ và Liên Xô. Chỉ trích ảnh hưởng của quân đội trong khoa học và nghiên cứu Mills nêu ra, trong số những thứ khác, làm ví dụ, rằng Dwight D. Eisenhower là một cựu tướng lãnh là chủ tịch của Đại học Columbia. Trớ trêu thay Eisenhower, sau đó ghi nhận những lời chỉ trích của Mills và đặt ra thuật ngữ Tổ hợp quân sự – công nghiệp. Và nó được phổ biến bởi ông, lúc đó còn là Tổng thống Mỹ, người đã cảnh báo rõ ràng trong diễn văn từ biệt của ông ngày 17 Tháng 1 năm 1961 trước mối liên kết phức tạp và ảnh hưởng của tổ hợp quân sự-công nghiệp tại Hoa Kỳ. Eisenhower, cũng từng là một cựu tham mưu trưởng của quân đội, nhận thấy như Mills tổ hợp quân sự-công nghiệp như một mối đe dọa cho các tổ chức dân chủ và hệ thống dân chủ nói chung. Do ảnh hưởng của phức hợp này vào công việc làm và sức mạnh kinh tế, giới lãnh đạo chính trị có thể bị đưa vào thế, cố gắng giải quyết các mâu thuẫn bằng quân sự hơn là bằng một giải pháp chính trị và do đó hoạt động như một phần nối dài của nhóm vận động hành lang của ngành công nghiệp quốc phòng.
Theo người từng đoạt giải thưởng Pulitzer Donald L. Bartlett và James B. Steele, xu hướng này đã tăng lên ở Mỹ bởi những áp lực liên tục để hình thành chính phủ "nhỏ", làm cho các hoạt động thuộc về nhà nước như nghiên cứu quân sự và phát triển vũ khí phải giao cho các công ty tư. Họ cho thấy sự liên kết chằng chịt của doanh nghiệp và chính phủ qua ví dụ của SAIC (Công ty Ứng dụng Khoa học Quốc tế, ngày nay Leidos) và cảnh báo về sự gia tăng hoạt động không kiểm soát được.

## Đặc điểm và dấu hiệu
Có thể nói đây là một tổ hợp quân sự-công nghiệp nếu có trong một xã hội những hiện tượng kiểu này:
- Vận động hành lang mạnh mẽ bởi các đại diện của ngành công nghiệp quân sự,
- Nhiều liên lạc cá nhân giữa các đại diện của quân đội, công nghiệp và chính trị,
- Trao đổi dữ dội của các nhân sự giữa các nhà lãnh đạo của quân đội, kinh tế và giới quản lý nhà nước, đặc biệt là nếu đại diện của quân đội hoặc chính trị chuyển vào các vị trí tốt hơn được nhiều ưu đãi trong ngành công nghiệp này,
- Tăng cường, chủ yếu các nghiên cứu được hỗ trợ bởi hợp đồng chính phủ trong lĩnh vực hệ thống vũ khí mới,
- Gây ảnh hưởng cụ thể đến các cơ quan kiểm soát dân chủ và dư luận xã hội thông qua một hệ tư tưởng an ninh phóng đại.

## Đức
Tại Cộng hòa Liên bang Đức, thuật ngữ tổ hợp quân sự - công nghiệp đã được sử dụng liên quan đến vụ việc Starfighter dưới thời Bộ trưởng Quốc phòng Strauß. Ngày nay nó hiếm khi được sử dụng bởi vì - ví dụ, trong trường hợp Holger Pfahl - rõ ràng là mối liên hệ giữa chính trị và kinh doanh ngày nay được xem là một vấn đề mà không bị giới hạn chỉ cho ngành công nghiệp vũ khí.
Thường xuyên sử dụng thuật ngữ được tìm thấy trong tuyên bố thú nhận của Phái Hồng quân (RAF). Chẳng hạn nhóm RAF "Ingrid Schubert" thú nhận tham dự vào một cuộc ám sát và biện minh vụ sát hại Gerold von Braunmühl, trong số những thứ khác, ông là một "đại diện của tổ hợp quân sự-công nghiệp".

## Pháp
Pháp điều hành sau chiến tranh thế giới thứ hai, một chương trình hạt nhân phức tạp và tốn kém và trở thành một cường quốc quân sự hạt nhân. Để đạt được mục đích này, một số lò phản ứng hạt nhân và các cơ sở làm giàu được xây dựng. Sau khi dự án quân sự này được hoàn thành, ngành này và bộ máy hành chính liên quan trong bộ tìm kiếm những thách thức mới  và tìm thấy nó trong ngành công nghiệp hạt nhân, tức là trong việc xây dựng và vận hành các nhà máy điện hạt nhân (xem năng lượng hạt nhân ở Pháp).

## Nga
Cho đến nay, ít được xem xét, nhưng qua các ví dụ khác nhau có thể giải thích được, đã có ở Liên Xô tương ứng. ở Nga có các cấu trúc lớn tương tự giữa quân sự, chính trị, khoa học và kinh tế. Sự chồng chéo giữa nghiên cứu vũ trụ và phát triển tên lửa được biết đến nhiều nhất trong bối cảnh này (xem Moskauer Institut für Wärmetechnik hay Staatliches Raketenzentrum Makejew) cũng như các cơ sở khác nhau có liên quan với tổ chức chiến tranh sinh học (xem Biopreparat). Cựu Bộ trưởng Quốc phòng Nga Anatoliy Serdyukov theo các nhà phân tích cũng do đó bị sa thải vào năm 2012, vì ông đã cố gắng hạn chế quyền lực của các công ty vũ khí.